# Иво Шартрский
Иво Шартрский — католический церковный деятель XI—XII веков.

## Биография
Иво был учеником приора Ланфранка в аббатстве Бек (Нормандия) и одноклассником Ансельма, будущего архиепископа Кентерберийского.
В 1090 году избран епископом Шартра, но плохо принятый, удержался лишь благодаря поддержке папы Урбана II, который сам рукоположил Иво в Капуе.
Активно протестовал против брака французского короля Филиппа I с Бертрадой де Монфор при жизни королевы Берты. Отказавшись от приглашения присутствовать на бракосочетании, Иво, единственный из епископов Франции, открыто осудил этот новый союз короля, за что почти два года провёл в заключении в замке Пюизе. В 1094 году король Филипп I созвал в Реймсе собор, чтобы изгнать Ива из Шартра. 16 октября 1094 года папский легат Гуго де Ди в Отёне, на другом соборе, проходившем под его предводительством, отлучил от церкви короля Филиппа I. Папа римский Урбан II, вставший на сторону Иво Шартрского, на Клермонском соборе в ноябре 1095 года торжественно подтвердил отлучение от церкви короля Филиппа I и королевы Бертрады. После освобождения Иво занимался редактированием своих канонических трудов.
Добился отстранения Этьена, архидиакона Парижа, избранного в 1101 году епископом Бове, как человека отлученного от Церкви за симонию.
25 декабря 1104 года по настоянию Ива Шартрского был расторгнут брак Гуго I, графа Шампанского, и Констанции, дочери короля Филиппа I и Берты, по причине кровного родства.
После смерти 29 июля 1108 года короля Филиппа I был одним из главных организаторов скорейшего возведения на престол его сына Людовика, коронованного 3 августа в Орлеане. В дальнейшем поддерживал политику Людовика VI.
После смерти канонизирован.